# 黃景星 (萬曆進士)
黄景星（？—？年），字惟聚，號若頃，福建兴化府莆田縣人，明朝進士、官员。

## 生平
隆庆庚午（1570年）十二月初四日生。萬曆二十五年（1597年）丁酉科福建乡试第六十四名舉人，二十九年（1601年）辛丑科三甲第112名進士。刑部觀政，初授台州府推官，三十七年擢升南京禮部主事，三十八年補刑部廣東司主事，行取入京時因船户向驿官索取补给不成，辱骂驿官，投河得救不死，为巡漕御史苏惟霖参论，三十九年八月被罚俸一年。四十年升员外郎，升郎中，四十一年升武昌府知府，四十六年二月升湖广提学副使，泰昌元年（1620年）十月升江西布政使司右参政、督粮道，天啓二年（1622年）正月考察以浮躁降调。五年十二月降补为广东布政使司右参议、巡视海道，七年五月升本省副使、备兵罗定，崇祯元年养病。崇祯時官至广东布政使。著有《黄进士槐芝堂四书解》六卷等书。

## 家族
曾祖黄贤九，庠生。祖父黄承烈。父黄卷。